# Abdellatif Filali

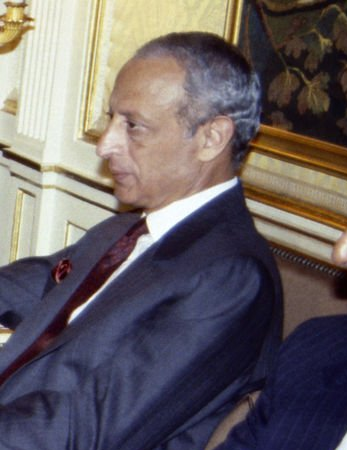
Abdellatif Filali, 1990

Abellatif Filali (Arabisch: عبد اللطيف الفيلالي, ʿAbdu l-Laṭīf al-Fīlālī) (Béni-Mellal, 26 februari 1929 - Parijs, 20 maart 2009) was een Marokkaans politicus.
Filali was minister van informatie van 1983 tot 1985 in de regering Lamrani III. Hij werd minister van buitenlandse zaken in 1985 in de regering Lamrani IV. Vervolgens vervulde hij deze positie nog veertien jaar in de regeringen Lamrani V en VI, Filali I, II en III en el-Youssoufi I. Van 1994 tot 1998 was hij bovendien eerste minister van Marokko.
Daarnaast was hij ambassadeur in onder andere Spanje, Algerije, het Verenigd Koninkrijk en China. Zijn zoon was gehuwd met de oudste dochter van koning Hassan II van Marokko, Lalla Meryem. Zelf was hij van 1959 tot 1960 kabinetschef geweest van de koning.
- Bibliothèque nationale de France: cb157198010 (data)
- Gemeinsame Normdatei: 142369640
- International Standard Name Identifier: 0000 0000 8369 8248
- Library of Congress Control Number: n2008044630
- Système universitaire de documentation: 123812488
- Virtual International Authority File: 32325815
- WorldCat: E39PBJbtr3GD8XC8Dq6hqQkYyd